# Provo (Livno)
Pour les articles homonymes, voir Provo.
Provo (en serbe cyrillique : Прово) est un village de Bosnie-Herzégovine. Il est situé dans la municipalité de Livno, dans le canton 10 et dans la fédération de Bosnie-et-Herzégovine. Selon les premiers résultats du recensement bosnien de 2013, il compte 13 habitants.

## Géographie
Provo est situé au pied du massif de la Dinara.

## Démographie

### Évolution historique de la population
| 1948 | 1953 | 1961 | 1971 | 1981 | 1991 | 2013 |
| ---- | ---- | ---- | ---- | ---- | ---- | ---- |
| -    | -    | 600  | 489  | 352  | 223  | 13   |

|  |

### Répartition de la population par nationalités (1991)
En 1991, les 223 habitants du village étaient tous serbes.